# Vlag van Baarderadeel

Vlag van de gemeente Baarderadeel
(1962-1984)

De vlag van Baarderadeel is op 22 maart 1962 bij raadsbesluit vastgesteld als de gemeentelijke vlag van de Friese gemeente Baarderadeel (Fries: Baarderadiel). De vlag wordt als volgt beschreven:
Rechtsschuin gedeeld in drie banen van blauw, zwart en geel, waarvan de diagonaalverdeling zich verhoudt als 3:1:3, met op het zwart twee gele zespuntige sterren.
De kleuren en symbolen zijn ontleend aan het gemeentewapen, de zwarte baan stelt een oude zeedijk voor die door de gemeente loopt en die de twee dorpen in de gemeente, voorgesteld door de sterren, beschermt. De schuine indeling is ontleend aan de Friese vlag. Het ontwerp was van K. Miedema uit Bozum.
Per 1 januari 1984 is de gemeente Baarderadeel opgegaan in de nieuwe gemeente Littenseradeel. De gemeentevlag van Baarderadeel is hierdoor komen te vervallen. Op 1 januari 2019 is Littenseradeel opgeheven en de dorpen zijn verdeeld over drie verschillende gemeenten.

## Verwante afbeelding

Het wapen van Baarderadeel

## Trivia
Nog voordat iemand anders dan de ontwerper de vlag had gezien liep een inwoner al met het ontwerp van de vlag op zijn kleding rond. De ontwerper, K. Miedema, was huisarts en had gedurende het weekend de vlag met krijt op doek gekleurd, met de onderzoekstafel als tekentafel. Bij het opstaan van een patiënt bleek dat het krijt door het doek was gegaan.
Aengwirden 
· Baarderadeel 
· Barradeel 
· het Bildt 
· Bolsward 
· Boornsterhem 
· Dokkum 
· Dongeradeel 
· Doniawerstal 
· Ferwerderadeel 
· Franeker 
· Franekeradeel 
· Gaasterland 
· Gaasterland-Sloten 
· Haskerland 
· Hemelumer Oldeferd 
· Hennaarderadeel 
· Hindeloopen 
· Idaarderadeel 
· IJlst 
· Kollumerland en Nieuwkruisland 
· Leeuwarderadeel 
· Lemsterland 
· Littenseradeel 
· Menaldumadeel 
· Nijefurd 
· Oostdongeradeel 
· Rauwerderhem 
· Schoterland 
· Skarsterlân 
· Sloten 
· Sneek 
· Stavoren 
· Terschelling en Vlieland 
· Utingeradeel 
· Westdongeradeel 
· Wonseradeel 
· Workum 
· Wymbritseradeel